# Tour della nazionale maschile di rugby a 15 del Canada 1986
Nel 1986 la nazionale canadese di rugby XV si reca in Irlanda per un breve tour, prima di affrontare gli Stati Uniti nel tradizionale match annuale

## Risultati
| 24 settembre 1986 | Ulster | 13 – 32 | Canada |  |

| 27 settembre 1986 | Irlanda U25 | 26 – 20 | Canada XV |  |